# الهنود في السعودية
الهنود في المملكة العربية السعودية هم أكبر جالية من المغتربين في المملكة العربية السعودية. وقعت الهند والمملكة العربية السعودية اتفاقية لإدارة وتنظيم استقدام عاملات المنازل في يناير / كانون الثاني 2014. ومنذ ذلك الحين وحتى أبريل 2016 ، انتقل 200 ألف هندي إلى السعودية للعمل. تتضمن الاتفاقية بندا ينص على أن الكفيل يجب أن يدفع ضماناً بقيمة 2500 دولار أمريكي لكل عامل هندي يقوم بتوظيفه. 
يوضح الجدول التالي تقديرات تعداد الهنود في المملكة العربية السعودية منذ عام 1975.
| السنة | التعداد   |
| ----- | --------- |
| 1975  | 34,500    |
| 1979  | 100,000   |
| 1983  | 270,000   |
| 1987  | 380,000   |
| 1991  | 351,000   |
| 1999  | 700,000   |
| 2000  | 800,000   |
| 2004  | 1,000,000 |
| 2015  | 1,700,000 |
| 2017  | 1,800,000 |